# 환타즘 2
《환타즘 2》(영어: Phantasm II)는 미국에서 제작된 돈 코스커렐리 감독의 1988년 SF 액션 공포 영화이다. 앵거스 스크림, 제임스 러그로, 레지 배니스터 등이 출연하였고, 로버토 A. 커사다 등이 제작에 참여하였다. 《환타즘》(1979)의 속편이다.
톨 맨이 부리는 부하들 중 신체 축소를 겪지 않은 부류를 일컫는 그레이버(Graver)라는 표현이 환타즘 영화 시리즈 중 처음 등장한다.
속편 《환타즘 3》(1994)으로 이어진다.

## 줄거리
영화는 예지가 담긴 악몽 속에서 톨 맨을 보는 한편 마이크와 영적 감응을 하는 리즈라는 여성을 새로 소개한다. 리즈는 마이크에게 할아버지가 돌아가시면 톨 맨이 자신을 데려갈까봐 두려우니 자신을 찾아와달라고 애원한다. 이어 영화는 전편 마지막 부분에서 레지가 집을 폭파해 톨 맨에게 납치 당하던 마이크를 창밖으로 탈출시켰음을 밝힌다.
1986년. 이제 19살이 된 마이크는 지난 7년 간 정신 병원에 갇혀있었지만 리즈를 구하기 위해 회복된 척 꾸며 퇴원한다. 마이크와 레지는 이번에야말로 톨 맨을 끝장내 버리기로 다짐한다. 곧 레지의 집이 폭발해 온 가족이 사망한다.
리즈의 할아버지가 돌아가신 뒤 장례식을 주관한 마이어스 신부는 시체가 되살아나지 못하도록 칼로 사체를 훼손하기까지 한다. 하지만 리즈의 할아버지는 결국 재생되어 리즈의 할머니를 납치하고 할머니는 톨 맨의 난쟁이가 된다. 한편 레지는 마이크가 언젠가 환영 속에서 봤던 알몸의 시체와 꼭 닮은 히치하이커 앨커미를 차에 태운다.
묘지에서 만나 드디어 서로를 실물로 보게 된 마이크와 리즈는 바로 가까워지고, 레지는 앨커미와 관계를 갖는다.
리즈는 톨 맨이 부리는 장의사 조수들에게 끌려가 화장장에서 태워질 뻔 하지만 가까스로 도망친다. 피아 식별을 하지 않는 은색 및 금색 구체는 신부를 죽일 뿐만 아니라 톨 맨의 부하들과 톨 맨 본인까지도 공격한다. 마이크, 레지, 리즈는 힘을 합쳐 강산이 든 방부 처리제를 톨 맨의 몸 속에 주입해 몸을 녹이고 장례 시설을 파괴한다.
앨커미가 버려진 장의차를 구해와 모두를 태우고 길을 떠나는데 사실 앨커미는 인간이 아니었고, 레지를 죽인다. 마이크와 리즈는 이건 꿈이라고 현실을 부정하려 들지만 운전석에서 톨 맨이 나타나 꿈이 아니라고 못을 박는다. 전편 결말과 유사하게, 차 뒷 유리를 깨고 들어온 손이 리즈와 마이크를 끌어당긴다. 

## 출연
- 앵거스 스크림 - 톨 맨 역
- 제임스 러그로 - 마이크 피어슨 역
- 레지 배니스터 - 레지 역
- 폴라 어빈 - 리즈 레이놀즈 역
- 서맨사 필립스 - 앨커미 역
- 케네스 타이거 - 마이어스 신부 역
- 스테이시 트래비스 - 제리 레이놀즈 역
- A. 마이클 볼드윈 - 마이크 아역
- 필 폰더캐로 - 후드를 뒤집어쓴 난쟁이 역

## 기타 제작진
- 보조 제작: 로버트 델밸리
- 배역: 베치 펠스
- 미술: 필립 더핀
- 의상: 칼라 기번스